# Родмошці
Родмошці (словен. Rodmošci) — поселення в общині Горня Радгона, Помурський регіон, Словенія. Висота над рівнем моря: 268 м.